# Suite noire
 (mars 2022).

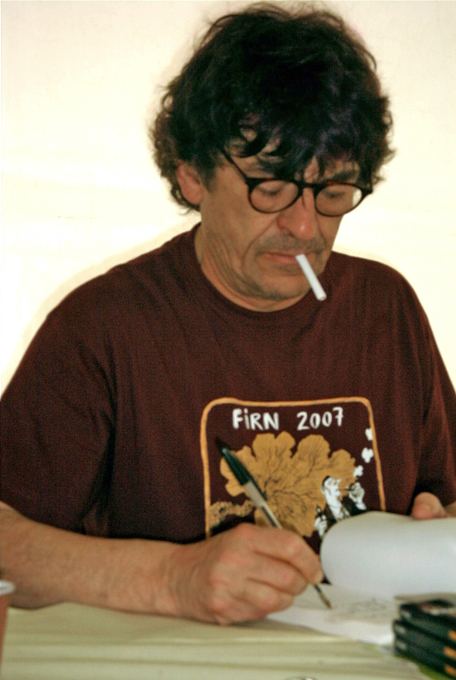
Jean-Bernard Pouy lors d’une séance de dédicace au Festival international du Roman Noir de Frontignan en juin 2007

Suite noire est une collection de romans noirs et de romans policiers dirigée par Jean-Bernard Pouy au sein de la maison d’édition la Branche créée par Alain Guesnier et Jean-Luc Orabona en 2006. La collection s'est arrêtée en 2009 et comptabilise trente-six romans.
Elle a aussi donné lieu à une collection de huit téléfilms en 2008.

## Présentation de la collection
La collection se veut être un hommage à la Série noire, en empruntant sa présentation (couverture cartonnée et sobre, pas de photo, ni de résumé) et ses titres (sous formes d’allitération, homophonie ou de jeu de mots). Le jaune associé à la « Série noire » laisse la place aux rose fuchsia, saumon, vert bouteille, bleu outremer ou marron.
Les auteurs de la collection doivent avoir été publiés dans la « Série noire ». Les romans de cette collection sont courts (moins de cent pages), il s'agit de récits rapides, du type novella.

## Titres de la collection
| No | Auteur             | Titre                              | Références bibliographiques                                                                              | Hommage à la Série noire                                                                                         |
| -- | ------------------ | ---------------------------------- | --- | --- |
| 1  | Didier Daeninckx   | On achève bien les disc-jockeys    | Paris, éd. la Branche, 2006, 93 p. (Suite noire ; 1). (ISBN 2-35306-000-5). - (ISBN 978-2-35306-000-9).  | On achève bien les chevaux (They shoot horses, don't they ?, 1935), de Horace McCoy (Gallimard, 1946)            |
| 2  | Marc Villard       | Quand la ville mord                | Paris, éd. la Branche, 2006, 95 p. (Suite noire ; 2). (ISBN 2-35306-001-3). - (ISBN 978-2-35306-001-6).  | Quand la ville dort (The Asphalt Jungle, 1949) de William R. Burnett (Série noire no 106, 1951)                  |
| 3  | Patrick Raynal     | Le Débarcadère des anges           | Paris, éd. la Branche, 2006, 93 p. (Suite noire ; 3). (ISBN 2-35306-002-1). - (ISBN 978-2-35306-002-3).  | Le Funiculaire des anges (Flight of an Angel, 1946) de Verne Chute (Série noire no 1609, 1973)                   |
| 4  | Jean-Paul Demure   | Le linceul n'est pas qu'aux moches | Paris, éd. la Branche, 2006, 95 p. (Suite noire ; 4). (ISBN 2-35306-003-X). - (ISBN 978-2-35306-003-0).  | Un linceul n'a pas de poches (No pockets in a Shroud, 1937) de Horace McCoy (Série noire no 4, 1946)             |
| 5  | Jean-Bernard Pouy  | Le Petit Bluff de l'alcootest      | Paris, éd. la Branche, 2006, 93 p. (Suite noire ; 5). (ISBN 2-35306-004-8). - (ISBN 978-2-35306-004-7).  | Le Petit Bleu de la côte ouest de Jean-Patrick Manchette (Série noire no 1714, 1976)                             |
| 6  | Hervé Prudon       | Ze Big Slip                        | Paris, éd. la Branche, 2006, 94 p. (Suite noire ; 6). (ISBN 978-2-35306-005-4).                          | Le Grand Sommeil (The Big Sleep, 1939) de Raymond Chandler (Série noire no 13, 1948)                             |
| 7  | Tito Topin         | Sur un air de Navarro              | Paris, éd. la Branche, 2006, 94 p. (Suite noire ; 7). (ISBN 978-2-35306-006-1).                          | Sur un air de navaja (The Long Good-Bye, 1953) de Raymond Chandler (Série noire no 221, 1954)                    |
| 8  | Jean-Hugues Oppel  | La Déposition du tireur caché      | Paris, éd. la Branche, 2006, 95 p. (Suite noire ; 8). (ISBN 2-35306-007-2). - (ISBN 978-2-35306-007-8).  | La Position du tireur couché de Jean-Patrick Manchette (Série noire no 1856, 1982)                               |
| 9  | François Joly      | Les Fans sans balance              | Paris, éd. la Branche, 2006, 94 p. (Suite noire ; 9). (ISBN 2-35306-008-0). - (ISBN 978-2-35306-008-5).  | Les femmes s'en balancent (Dames Don't Care, 1937), de Peter Cheyney (Série noire no 22, 1950)                   |
| 10 | Joseph Bialot      | La Java des bouseux                | Paris, éd. la Branche, 2006, 95 p. (Suite noire ; 10). (ISBN 2-35306-009-9). - (ISBN 978-2-35306-009-2). | Fantasia chez les ploucs (The Diamond Bikini, 1956), de Charles Williams (Série noire no 400, 1957)              |
| 11 | Chantal Pelletier  | Tirez sur le caviste               | Paris, éd. la Branche, 2006, 93 p. (Suite noire ; 11). (ISBN 2-35306-010-2). - (ISBN 978-2-35306-010-8). | Tirez sur le pianiste (Down there, 1956) de David Goodis (Série noire no 379, 1957)                              |
| 12 | Michel Embareck    | Le Futon de Malte                  | Paris, éd. la Branche, 2006, 95 p. (Suite noire ; 12). (ISBN 2-35306-011-0). - (ISBN 978-2-35306-011-5). | Le Faucon de Malte (The Maltese Falcon, 1930) de Dashiell Hammett (Série noire no 58, 1950)                      |
| 13 | Romain Slocombe    | Envoyez la fracture !              | Paris, éd. la Branche, 2007, 95 p. (Suite noire ; 13). (ISBN 978-2-35306-012-2).                         | Envoyez la soudure (The Victim, 1959) de Carter Brown (Série noire no 523, 1959)                                 |
| 14 | Caryl Ferey        | Raclée de verts                    | Paris, éd. la Branche, 2007, 95 p. (Suite noire ; 14). (ISBN 978-2-35306-013-9).                         | La Clé de verre (The Glass Key, 1931) de Dashiell Hammett (Série noire no 23, 1949)                              |
| 15 | Laurent Martin     | La Reine des connes                | Paris, éd. la Branche, 2007, 94 p. (Suite noire ; 15). (ISBN 978-2-35306-016-0).                         | La Reine des pommes (The Five Cornered Square, 1957) de Chester Himes (Série noire no 419, 1958)                 |
| 16 | Francis Mizio      | Pizza sur la touffe                | Paris, éd. la Branche, 2007, 95 p. (Suite noire ; 16). (ISBN 978-2-35306-015-3).                         | Razzia sur la chnouf d’Auguste Le Breton (Série noire no 193, 1954)                                              |
| 17 | José-Louis Bocquet | La Musique de papa                 | Paris, éd. la Branche, 2007, 95 p. (Suite noire ; 17). (ISBN 978-2-35306-014-6).                         | Le Cinéma de papa de Jean-Bernard Pouy (Série noire no 2199, 1989)                                               |
| 18 | Colin Thibert      | Vitrage à la corde                 | Paris, éd. la Branche, 2007, 95 p. (Suite noire ; 18). (ISBN 978-2-35306-018-4).                         | Virage à la corde (Turn Left for Murder, 1955) de Stephen Marlowe (Série noire no 276, 1955)                     |
| 19 | Pascale Fonteneau  | 1275 ares                          | Paris, éd. la Branche, 2008, 90 p. (Suite noire ; 19). (ISBN 978-2-35306-022-1).                         | 1275 âmes (Pop. 1280, 1964) de Jim Thompson (Série noire no 1000, 1966)                                          |
| 20 | Franz Bartelt      | Nadada                             | Paris, éd. la Branche, 2008, 91 p. (Suite noire ; 20). (ISBN 978-2-35306-019-1).                         | Nada de Jean-Patrick Manchette (Série noire no 1538, 1972)                                                       |
| 21 | Laurence Biberfeld | Un chouette petit blot             | Paris, éd. la Branche, 2008, 94 p. (Suite noire ; 21). (ISBN 978-2-35306-020-7).                         | Un chouette petit lot (A swell-looking babe, 1954) de Jim Thompson (Série noire no 1199, 1968)                   |
| 22 | Mouloud Akkouche   | La Sirène rousse                   | Paris, éd. la Branche, 2008, 93 p. (Suite noire ; 22). (ISBN 978-2-35306-025-2).                         | La Sirène rouge de Maurice G. Dantec (Série noire no 2326, 1992)                                                 |
| 23 | Patrick Mosconi    | Sans mot dit                       | Paris, éd. la Branche, 2008, 95 p. (Suite noire ; 23). (ISBN 978-2-35306-027-6).                         | Sang maudit (The Dain Curse, 1929) de Dashiell Hammett (Série noire no 74, 1951)                                 |
| 24 | Hervé Claude       | Cocu de sac                        | Paris, éd. la Branche, 2008, 94 p. (Suite noire ; 24). (ISBN 978-2-35306-021-4).                         | Cul-de-sac (The Dead Heart, 1994) de Douglas Kennedy (Série noire no 2483, 1997)                                 |
| 25 | Thierry Crifo      | L'Effet carabin                    | Paris, éd. la Branche, 2008, 95 p. (Suite noire ; 25). (ISBN 978-2-35306-026-9).                         | La Fée carabine de Daniel Pennac (Série noire no 2085, 1987)                                                     |
| 26 | Pierre Bourgeade   | Ça n'arrive qu'aux mourants        | Paris, éd. la Branche, 2008, 95 p. (Suite noire ; 26). (ISBN 978-2-35306-028-3).                         | Ça n'arrive qu'aux vivants (The Things Men Do, 1953) de James Hadley Chase (Série noire no 173, 1962)            |
| 27 | Laurent Fétis      | Le Tacot d'Elsa Lambiek            | Paris, éd. la Branche, 2008, 92 p. (Suite noire ; 27). (ISBN 978-2-35306-029-0).                         | Le Tango des alambics (A Time for Murder, 1956) de Robert O. Saber (Série noire no 339, 1956)                    |
| 28 | Roger Facon        | Pour venger mémère                 | Paris, éd. la Branche, 2008, 95 p. (Suite noire ; 28). (ISBN 978-2-35306-030-6).                         | Pour venger pépère d’A.D.G. (Série noire no 1806, 1980)                                                          |
| 29 | Christian Roux     | La bannière était en noir          | Paris, éd. la Branche, 2009, 94 p. (Suite noire ; 29). (ISBN 978-2-35306-032-0).                         | La mariée était en noir (The Bride Wore Black, 1940) de William Irish (Fournier, 1946)                           |
| 30 | Nadine Monfils     | Le Bar crade de Kaskouille         | Paris, éd. la Branche, 2009, 95 p. (Suite noire ; 30). (ISBN 978-2-35306-033-7).                         | La Ballade de Kouski de Thierry Crifo (Série noire no 2490, 1998)                                                |
| 31 | Luc Baranger       | Au pas des raquettes               | Paris, éd. la Branche, 2009, 95 p. (Suite noire ; 31). (ISBN 978-2-35306-034-4).                         | Au ras des pâquerettes (The Hot Chariot, 1960) de J.M. Flynn (Série noire no 673, 1961)                          |
| 32 | Sylvie Granotier   | Méfie-toi, fillette                | Paris, éd. la Branche, 2009, 95 p. (Suite noire ; 32). (ISBN 978-2-35306-035-1).                         | Méfiez-vous, fillettes (Miss Callaghan Comes to Grief, 1949) de James Hadley Chase (Série noire no 41, 1957)     |
| 33 | Alain Wagneur      | Comment L.A. ?                     | Paris, éd. la Branche, 2010, 94 p. (Suite noire ; 33). (ISBN 978-2-35306-036-8).                         | Comment qu'elle est ! (I'll Say She Does !, 1945) de Peter Cheyney (Série noire no 15, 1948)                     |
| 34 | Jean-Paul Nozière  | Des manches et la belle            | Paris, éd. la Branche, 2010, 94 p. (Suite noire ; 34). (ISBN 978-2-35306-037-5).                         | Une manche et la belle (The Sucker Punch) de James Hadley Chase (Série noire no 187, 1954)                       |
| 35 | Jacques Mondoloni  | Pas d'argot pour Mister Riche      | Paris, éd. la Branche, 2010, 90 p. (Suite noire ; 35). (ISBN 978-2-35306-041-2).                         | Pas d'orchidées pour Miss Blandish (No Orchids for Miss Blandish) de James Hadley Chase (Série noire no 3, 1946) |
| 36 | François Barcelo   | Fantasia chez les Plouffe          | Paris, éd. la Branche, 2010, 91 p. (Suite noire ; 36). (ISBN 978-2-35306-042-9).                         | Fantasia chez les ploucs (The Diamond Bikini) de Charles Williams (Série noire no 400, 1957)                     |

## Singularités
Titres hors collection
- On achève bien les chevaux de Horace McCoy (le roman de Didier Daeninckx fait référence à ce titre) et La mariée était en noir de William Irish (le roman de Christian Roux fait référence à ce titre) n'ont jamais été publiés dans la « Série noire ».
- Le roman de Sylvie Granotier Méfie-toi, fillette a eu pour titre primitif Comportement tueuse. Ce titre faisait référence au roman de Sébastien Japrisot, Compartiment tueurs, qui n'a pas été publié dans la « Série noire » mais chez Denoël.

Auteurs hors collection
- Patrick Raynal, directeur de la Série noire de 1991 à 2004, n'a jamais publié de romans dans cette collection. Il a toutefois écrit des nouvelles publiées dans des anthologies et Le Livre des alcools de la « Série noire », avec Arlette Lauterbach (Gallimard, 2001).
- Christian Roux, auteur de La bannière était en noir (Suite noire no 29, 2009), n'a pas publié dans la « Série noire ». Jean-Bernard Pouy explique son choix dans l’édition du roman : « Mais il s'en est fallu de peu, l'un de ses textes étant passé à la trappe lors de l'arrêt brutal de la collection. C'est avec joie que nous l'accueillons dans la Suite noire. »

Autres titres
- Le roman de Laurent Fétis Le Tacot d'Elsa Lambeck (Suite noire no 27, 2008) devait initialement s'intituler La Twingo d'Elsa Lambiek[2].
- Ça n'arrive qu'aux mourants de Pierre Bourgeade est le dernier roman publié du vivant de l'auteur.
- Il a été annoncé à paraître un titre de Thierry Jonquet : L’Affaire Gastro (no 25 de la collection)[3]

## Adaptations télévisées
La chaîne France 2 a tourné en 2008 et 2009 huit films noirs qui préfigurent une collection de dix-huit fictions réalisées par de jeunes cinéastes [réf. souhaitée]. En 2015, la chaîne Eurochannel rediffuse la série à l'antenne et à la demande dans le cadre du projet European Prime TV Séries, co-financé par l'initiative Creative Europe Media de l'Union européenne,. En 2022, la totalité des épisodes sont mis en ligne sur la plateforme TV5 Monde.
- On achève bien les disc-jockeys, réalisé par Orso Miret, avec Francis Renaud et Lubna Azabal.
- Tirez sur le caviste, réalisé par Emmanuelle Bercot, avec Julie-Marie Parmentier, Niels Arestrup, Christine Citti et Jean-Bernard Pouy.
- Vitrage à la corde, réalisé par Laurent Bouhnik, avec Manuel Blanc, Jacky Berroyer et Philippe Duquesne.
- Quand la ville mord, réalisé par Dominique Cabrera, avec Aïssa Maïga et Samir Guesmi.
- La Musique de papa, réalisé par Patrick Grandperret, avec Antoine Chappey, Agnès Soral, Léo Grandperret, Marilyne Canto et Florence Thomassin.
- Le Débarcadère des anges, réalisé par Brigitte Rouan, avec Ysaé, Gérard Meylan, Sarah Biasini et Maeva Pasquali.
- La Reine des connes, réalisé par Guillaume Nicloux, avec Clément Hervieu-Léger, Yves Verhoeven, Pascal Bongard et Pascal Bonitzer.
- Envoyez la fracture, réalisé par Claire Devers, avec Laurent Stocker, Clotilde Hesme, Michel Aumont et Léa Drucker.

## Rééditions
- Caryl Férey, Raclée de Verts, Pocket Thriller no 14870, 01/2013, 88 p.  (ISBN 978-2-266-21867-2).
- Didier Daeninckx, On achève bien les disc-jockeys, Pocket Thriller no 15135, 03/2013, 84 p.  (ISBN 978-2-266-22718-6).
- Chantal Pelletier, Tirez sur le caviste, Pocket Thriller no 14911, 09/2013, 78 p.  (ISBN 978-2-266-21983-9). Rééd. Gallimard, coll. "Folio policier" n° 908, 03/2021, 96 p.  (ISBN 978-2-07-288916-5)
- Romain Slocombe, Envoyez la fracture, Pocket Thriller no 14908, 02/2014, 116 p.  (ISBN 978-2-266-21986-0).